# Richard Llewelyn-Davies, Baron Llewelyn-Davies
Richard Llewelyn-Davies, Baron Llewelyn-Davies FRIBA (* 24. Dezember 1912 in London; † 27. Oktober 1981 ebenda) war ein britischer Architekt und Stadtplaner, der 1964 als Life Peer aufgrund des Life Peerages Act 1958 Mitglied des House of Lords wurde und der als „der intellektuelle Führer des ‚wissenschaftlichen Flügels‘ englischer Architekten“ galt.

## Leben

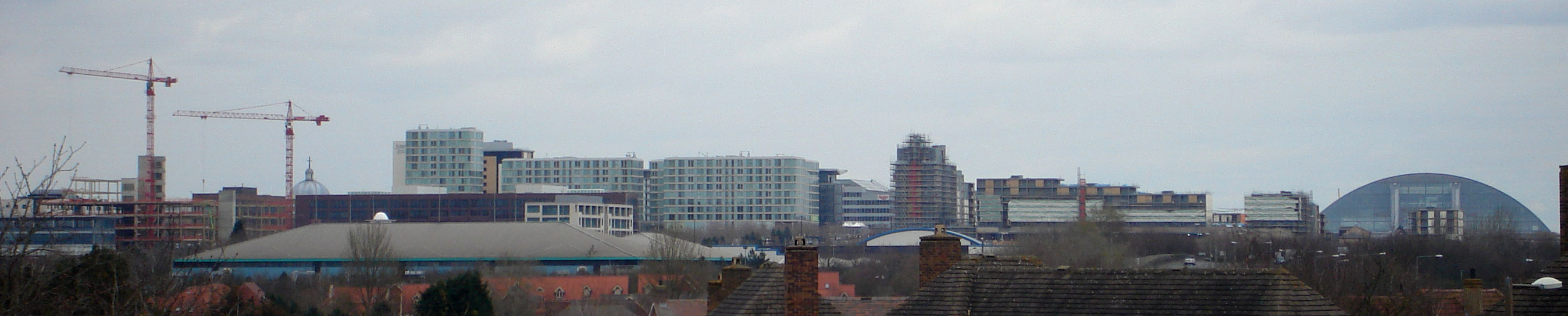
Skyline der New Town Milton Keynes

Llewelyn-Davies, der als Jugendlicher Anhänger des Kommunismus war, absolvierte nach dem Schulbesuch ein Studium der Architektur an der University of Cambridge, das er mit einem Bachelor of Arts (B.A.) abschloss. Nach Abschluss des Studiums gründete er 1938 mit Peter Moro ein Architektenbüro und wurde 1939 als zugelassener Mitglied des Royal Institute of British Architects. Bereits während des Zweiten Weltkrieges befasste er sich 1941 mit anderen jüngeren Architekten wie Leslie Martin und Elizabeth Denby in Radiosendungen des BBC Home Service mit der Planung von Häusern und Wohnungen für die Nachkriegszeit. 1942 nahm er eine Tätigkeit als Architekt in der Ingenieur- und Planungsabteilung beim Eisenbahnunternehmen London, Midland and Scottish Railway (LMS) auf, ehe er sich während der 1950er Jahre für den Nuffield Provisional Hospital Trust mit der Planung von Krankenhäusern befasste. Im Dezember 1959 wurde er Berater bei den unter Leitung des Architekten Robert Matthews durchgeführten Umbaumaßnahmen des Royal Infirmary of Edinburgh, dem 1729 gegründeten ältesten freiwilligen Krankenhaus Schottlands.
Neben seiner praktischen Tätigkeit als Architekt und Stadtplaner engagierte sich Llewelyn-Davies auch in der akademischen Ausbildung und übernahm 1960 den Ruf auf eine Professur an der Bartlett School of Architecture, der Fakultät für Architektur des University College London. Zwischen 1961 und 1969 war er zugleich Leiter dieser Fakultät und wurde von dem Architektur-Redakteur der Sunday Times Nicholas Taylor als „der intellektuelle Führer des ‚wissenschaftlichen Flügels‘ englischer Architekten“ (‚The intellectual leader of the „Scientific Wing“ of English architects‘) bezeichnet.
1960 gründete Llewelyn-Davies, der auch Fellow des Royal Institute of British Architects war, zusammen mit John Weeks das Architekturbüro Llewelyn Davies Weeks, das in den folgenden Jahren zu einem der führenden Architekturbüro für grundlegende Planungen für Krankenhausbaumaßnahmen sowie für stadtplanerische Masterpläne wurde. 
Für seine Verdienste wurde er durch ein Letters Patent vom 16. Januar 1964 als Life Peer mit dem Titel Baron Llewelyn-Davies, of Hastoe in the County of Hertfordshire in den Adelsstand erhoben und war damit bis zu seinem Tod Mitglied des House of Lords, in dem er sich der Fraktion der Labour Party anschloss.
Das Büro Llewelyn Davies Weeks entwarf in den 1960er Jahren beispielsweise den Masterplan für den Bau der sogenannten „New Town“ Milton Keynes, aber auch für den Bau des 1970 eröffneten Northwick Park Hospital. Ferner war das Büro am Entwurf des 1972 eröffneten Stock Exchange Tower der London Stock Exchange beteiligt.
1970 wurde er Nachfolger von William Holford, Baron Holford als Professor für Stadtplanung am University College London sowie zugleich Leiter der dortigen Schule für Umweltstudien (School of Environmental Studies) und bekleidete diese Funktionen bis 1975. Er gehörte ferner zu den wenigen Architekten, die als Residenzwissenschaftler am Institute for Advanced Study (IAS) in Princeton tätig waren.
Baron Llewelyn-Davies war mit der Labour-Politikerin Annie Llewelyn-Davies verheiratet, die 1967 als Baroness Llewelyn-Davies of Hastoe, of Hastoe in the County of Hertfordshire ebenfalls in den Adelsstand erhoben wurde. Er gehörte damit zusammen mit seiner Ehefrau zu den wenigen Ehepaaren, die zeitgleich aufgrund eines eigenen Adelstitels Mitglied des House of Lords waren.

## Veröffentlichungen
- Building elements, Mitautor David John Petty, Architectural Press, 1956.
- The Education of an Architect: An Inaugural Lecture, University College of London, 1961.
- Hospital planning and administration, Mitautor Hugh Montagu Cameron Macaulay, World Health Organization, 1966.
- Development Guide: Motorway Service Area Research, Mitautoren David Goddard, Bev Nutt, David Pearson, University College London 1966.
- The future of environmental studies, University of Edinburgh (School of the Built Environment), 1968.
- New Cities--a British Example: Milton Keynes, United States Government Printing Office, 1969.
- The Urban Retailing System of Coventry, Department of Geography, University of Newcastle upon Tyne, 1971.